# Motilleja
Motilleja é um município da Espanha na província de Albacete, comunidade autónoma de Castilla-La Mancha, de área 25 km² com população de 600 habitantes (2008) e densidade populacional de 22,26 hab/km².

## Demografia
| Variação demográfica do município entre 1991 e 2004 | Variação demográfica do município entre 1991 e 2004 | Variação demográfica do município entre 1991 e 2004 | Variação demográfica do município entre 1991 e 2004 |
| --------------------------------------------------- | --------------------------------------------------- | --------------------------------------------------- | --------------------------------------------------- |
| 1991                                                | 1996                                                | 2001                                                | 2004                                                |
| 571                                                 | 541                                                 | 505                                                 | 535                                                 |